# Géza II
Pour les articles homonymes, voir Géza.
Géza II Árpád, né à Tolna en 1130 et mort le 31 mai 1162, inhumé à Székesfehérvár, fils aîné de Béla II l'Aveugle et d'Hélène de Rascie, est le roi de Hongrie de 1141 à 1162.

## Biographie

### Début du règne
Le 16 février 1141 trois jours après la mort de son père Géza II encore enfant est couronné. Beloš, frère du grand-Župan de Serbie Uroš II Primslav et de la reine Hélène en sa qualité de duc,  de comte palatin et de ban assure la régence. En 1144, il se rend en Russie à la tête d'une armée hongroise pour soutenir Vladimirko de Galicie. Au cours de la décennie 1140 les relations germano-hongroises se dégradent et le projet d'union entre Sophie et Henri de Souabe (1137-1150) est abandonné. La bonne entente avec le royaume de Bohême s'altère aussi après la mort de Sobeslav Ier de Bohême et l'accession au trône de Vladislav II de Bohême issu d'une lignée rivale. C'est dans ces circonstances que le prétendant Boris Conrad se manifeste de nouveau. Il obtient par l'entremise de Vladislav II auprès de Conrad III du Saint-Empire et Henri II d'Autriche de lever des troupes de mercenaires en 1145 afin de conquérir le trône. En avril 1146 Boris-Conrad occupe Pozsony mais Géza II réussit à récupérer la citadelle. Le roi de Hongrie se rapproche alors de Welf VI de Bavière l'adversaire de Conrad III et du duc d'Autriche. Il lui propose de l'aider à conquérir la Bavière. En septembre 1146 lors d'un combat entre les troupes d'Henri II d'Autriche et celles de Géza II et de Beloš les cavaliers Sicules et Petchenègues légèrement équipés sont mis en fuite par la lourde chevalerie allemande mais les troupes hongroises réussissent à vaincre Henri et à la pourchasser jusqu'à la Fischa.
Sous le règne de Géza II paysans et artisans germanophones, Allemands, Saxons, Souabes et Flamands, s'établissent  en Transylvanie, au sud autour de Sibiu (hongrois: Nagyszeben) et au nord  et dans la vallée de l'Olt dans les régions de Bistrița (hongrois: Beszterce) de Radna ainsi que dans le comitat d'Abaúj et peut être même jusqu'à Zips, (hongrois: Szepes) pour les protéger des incursions des nomades Coumans. Le roi leur accorda des titres héréditaires en échange d'obligations financières, et attribue le titre de Comte à certains d'entre eux. Les colons étrangers venus d'occident en particulier les Wallons jouent un rôle essentiel dans l'urbanisation du royaume.

### Interventions extérieures
Au cours de la décennie débutant en 1148 le royaume de Hongrie pratique une politique d'interventions extérieures de grande envergure qui s'intègrent dans le réseau d'alliances informelles constituées en Europe avec d'un côté les deux Empires germanique et byzantin, les princes russes Iouri Dolgorouki et Vladimirko de Galicie  et de l'autre le Pape les Normands d'Italie du sud, le duc Welf II de Bavière le roi Louis VII de France et le Župan de Serbie Uros II. La première cause de ces expéditions pour la Hongrie est liée à l'union du roi en 1146 avec la princesse Euphrosine de Kiev sœur du prince Iziaslav II. Les armées magyares n'effectuent pas moins de six campagnes entre 1148 et 1155 pour assister Iziaslav qui sera finalement évincé, contre Iouri Dolgorouki puis aussi contre Vladimirko de Galicie. Géza II intervient en personne à l'automne 1150 à Kiev et 1152 contre Vladimirko sans véritables succès.      
En même temps Manuel Ier Comnène réprime le soulèvement des Serbes et après une bataille livrée au bord de la Tara écrase l'armée d'Uros II qui est contraint de faire allégeance aux Grecs à la fin 1150 et au début 1151. Une paix humiliante est proposée à Géza II en 1153 qui soutient alors les prétentions d'Andronic neveu de l'empereur. Les partis finissent par s'entendre au printemps 1155 lorsque sous la menace d'une intervention de Byzance Géza II accepte un traité par lequel aucune des parties n'obtient d'extension territoriale.

### Troubles  internes
Deux frères cadets de Géza Ladislas et Étienne frustrés de ne pas disposer de domaines souverains, se mettent ensuite à la tête d'un parti de nobles et tentent de le détrôner et même de l'assassiner avec l'appui tacite de Beloš  qui est banni. Les comploteurs cherchent l'aide de Frédéric Barberousse que Géza II réussit à détourner d'eux lors de la Diète de Ratisbonne en 1158 en lui offrant un contingent de 500 musulmans pour ses campagnes en Italie et en reconnaissant son antipape Victor IV. Bien que Géza II abandonne le parti de l'empereur en 1160 et reconnaisse Alexandre III, Frédéric Barberousse n'apporte plus son soutien à Ladislas et à Étienne qui se réfugient alors à Byzance.

### Fin de règne
Géza II obtient en 1161 le renouvellement de la paix signée avec Byzance où sont réfugiés ses deux frères et inféode son fils cadet Béla d'un duché constitue de la Dalmatie et de la Croatie. Lorsque Géza II meurt le 31 mai 1162, c'est toutefois son fils aîné Étienne III qui lui succède avec le soutien de l'archevêque Lucas d'Esztergom.

### Union et postérité
En 1146, Géza épouse Euphrosine de Kiev (v.1130– † vers 1193), (de la dynastie des Riourikides), fille de Mstislav Ier, grand-prince de Kiev et de sa seconde épouse Liubava Dmitrievna, dont il a huit enfants :
- Élisabeth (v.1149 – † après 1189), épouse du duc Frédéric Ier de Bohême ;
- Étienne III (1147– † 4 mars 1172), roi de Hongrie ;
- Béla III (1148– † 23 avril 1196), roi de Hongrie ;
- Géza (v.1150 – v.1210) ;
- Arpad, mort jeune ;
- Odola (1156– † 1199), épouse de Sviatopluk († 1169), fils de Vladislav II de Bohême ;
- Hélène (v.1158– † 25 mai 1199), épouse du duc Léopold V d'Autriche ;
- Marguerite (Margit) (1162– ?), née posthume; épouse en 1177 d'Isaac Doucas Makrodukas (exécuté en 1185) fils de Constantin Doucas Makrodukas pansébastos puis panhypersebastos et en secondes noces après 1186  András, Ispán de Somogy.